# Ryszard Zaorski
Daniel Ryszard Zaorski (ur. 27 marca 1928 w Łucku, zm. 14 października 2019 w Katowicach) − polski aktor teatralny, filmowy i telewizyjny. Zagrał ponad 300 ról teatralnych i ok. 30 filmowych. Był jednym z najbardziej rozpoznawalnych aktorów Teatru Śląskiego, z którym związał się w 1958.

## Życiorys
Urodził się w Łucku na Wołyniu. Podczas II wojny światowej jako harcerz Szarych Szeregów brał udział w Powstaniu Warszawskim.
Karierę teatralną rozpoczął w roku 1950, kiedy obronił dyplom Państwowej Wyższej Szkoły Aktorskiej w Krakowie. Występował potem na deskach Teatru Starego w Krakowie (1950–54), Teatru Śląskiego w Katowicach (1958-63, 1968-77, 1979-80 oraz 1982-96), Teatru Polskiego w Bielsku-Białej (1963-65 i 1967-68), Teatru Zagłębia w Sosnowcu (1965-67 i 1977-78), Teatru Polskiego w Warszawie (1978-79) oraz Teatru Ludowego w Nowej Hucie (1980-82). Wystąpił też w blisko dwudziestu przedstawieniach Teatru Telewizji.
Z Katowicami był związany od roku 1958. W 2011 obchodził 60-lecie pracy artystycznej. W marcu 2018 Teatr Śląski świętował jego 90. urodziny na Dużej Scenie.
Za swe dokonania otrzymał szereg nagród, wyróżnień i odznaczeń, w tym Złoty Krzyż Zasługi (1972), Srebrną Maskę w plebiscycie czytelników dziennika „Wieczór Śląski” za rolę Józefa Szwejka (1975), Krzyż Kawalerski Orderu Odrodzenia Polski (1975), Złotą Maskę za role Księcia w Śnie Fiodora Dostojewskiego oraz Edka w Tangu Sławomira Mrożka (1988), Krzyż Oficerski Orderu Odrodzenia Polski (1996) i Brązowy Medal „Zasłużony Kulturze Gloria Artis” (2006).
Zmarł 14 października 2019 w Katowicach w wieku 91 lat. Został pochowany na cmentarzu przy ul. Francuskiej w Katowicach.

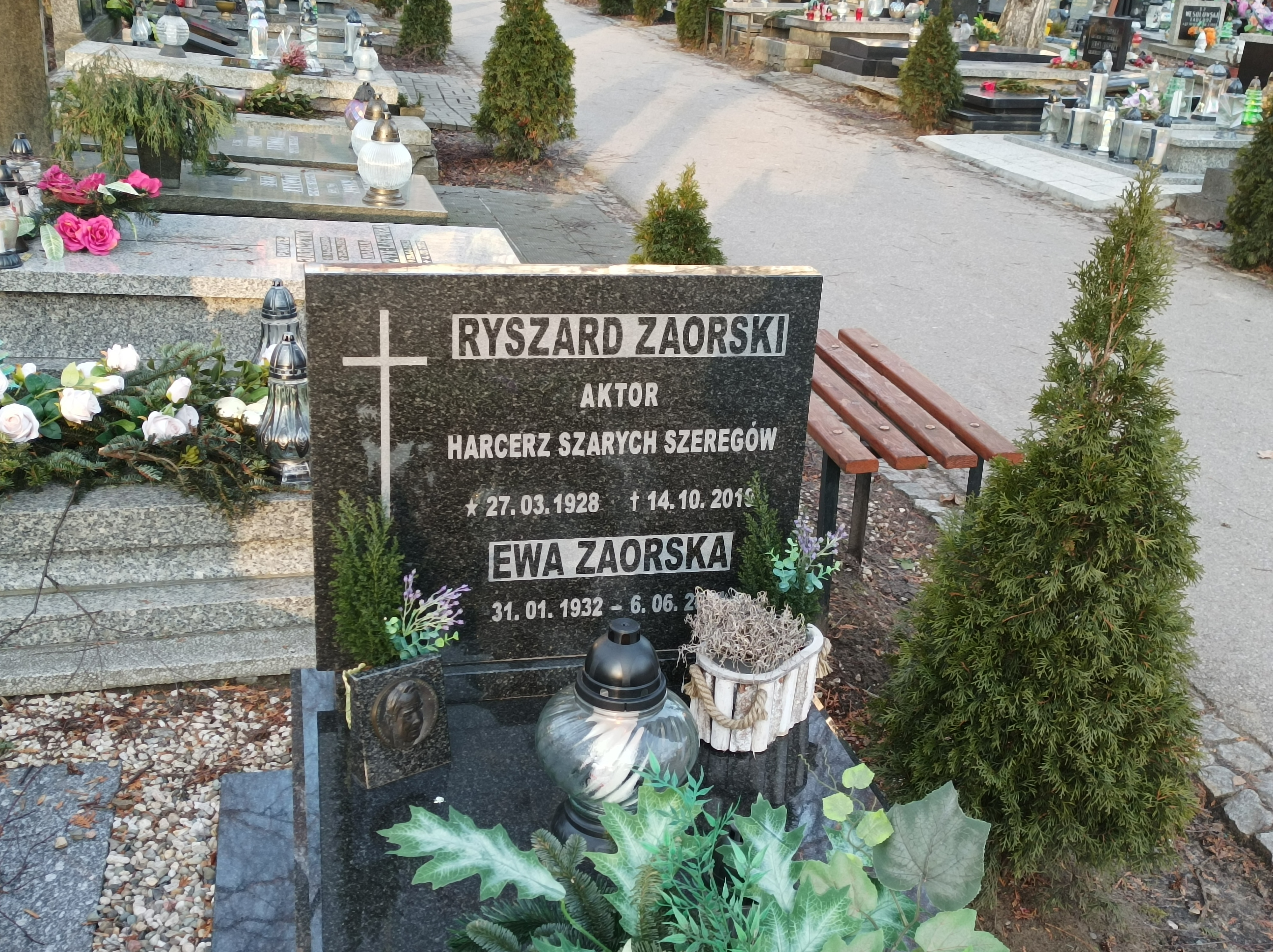
Grób Ryszarda Zaorskiego na cmentarzu przy ul. Francuskiej w Katowicach

## Filmografia

### Filmy fabularne
| Rok  | Tytuł                          | Rola                                         | Reżyser                       |
| ---- | ------------------------------ | -------------------------------------------- | ----------------------------- |
| 1951 | Gromada                        |                                              | Jerzy Kawalerowicz            |
| 1962 | Czarne skrzydła                |                                              | Ewa Petelska Czesław Petelski |
| 1965 | Lenin w Polsce                 |                                              | Sergiusz Jutkiewicz           |
| 1969 | Sól ziemi czarnej              | powstaniec                                   | Kazimierz Kutz                |
| 1971 | Perła w koronie                |                                              | Kazimierz Kutz                |
| 1976 | Próba ognia (TV)               | robotnik Rudolf                              | Marek Wortman                 |
| 1977 | Okrągły tydzień                | błazen                                       | Tadeusz Kijański              |
| 1979 | Małgorzata (TV)                |                                              | Danuta Kępczyńska             |
| 1979 | Ojciec królowej                |                                              | Wojciech Solarz               |
| 1982 | Karczma na bagnach             | głodujący chłop, któremu pomógł Gierałtowski | Zygmunt Lech                  |
| 1983 | Na straży swej stać będę       |                                              | Kazimierz Kutz                |
| 1983 | Żeniac                         | lekarz                                       | Janusz Kidawa                 |
| 1986 | Komedianci z wczorajszej ulicy |                                              | Janusz Kidawa                 |
| 1986 | Magnat                         |                                              | Filip Bajon                   |
| 1988 | Desperacja                     |                                              | Zbigniew Kuźmiński            |
| 1989 | Gdańsk 39                      |                                              | Zbigniew Kuźmiński            |
| 2001 | Angelus                        | kamerdyner                                   | Lech Majewski                 |
| 2005 | Diabeł                         | ksiądz                                       | Tomasz Szafrański             |

### seriale TV
| Rok  | Tytuł                               | Rola                                               | Uwagi                                         |
| ---- | ----------------------------------- | -------------------------------------------------- | --------------------------------------------- |
| 1978 | Życie na gorąco                     | Jacek                                              | odcinek „Saloniki”                            |
| 1979 | Przyjaciele                         |                                                    | odcinek „Czystość”                            |
| 1979 | Tajemnica Enigmy                    | członek sądu koleżeńskiego osądzającego Brochwitza | odcinek „Wyłączeni z gry”                     |
| 1980 | Dom                                 |                                                    | odcinek „Ponad 200 czwartków”                 |
| 1981 | Najdłuższa wojna nowoczesnej Europy |                                                    | odcinek „Zwycięstwo bez wodzów”               |
| 1982 | Odlot                               | dzielnicowy                                        |                                               |
| 1982 | Blisko, coraz bliżej                |                                                    | odcinek „Obcy wśród swoich. Rok 1914”         |
| 1986 | Biała wizytówka                     |                                                    | odcinki „Szyb nad lasem” oraz „Spółka Ruberg” |
| 1988 | Pogranicze w ogniu                  |                                                    |                                               |
| 2001 | Święta wojna                        | stary hydraulik                                    | odcinek „Hydraulik”                           |

## Odznaczenia i nagrody
- Odznaka dla zasłużonego dla województwa katowickiego (1969)
- Złoty Krzyż Zasługi (1972)
- Zasłużony Działacz Kultury (1975)
- Nagroda artystyczna miasta Katowice (1975)
- Srebrna Maska w plebiscycie czytelników „Wieczoru” za rolę Józefa Szwejka (1975)
- Krzyż Kawalerski Orderu Odrodzenia Polski (1975)
- Medal 40-lecia PRL (1986)
- Złota Maska za role: Księcia w Śnie Fiodora Dostojewskiego oraz Edka w Tangu Sławomira Mrożka (1988)
- Nagroda Prezydenta Miasta Katowice (1995)
- Krzyż Oficerski Orderu Odrodzenia Polski (1996)
- Brązowy Medal „Zasłużony Kulturze Gloria Artis” (2006)[4]